# Commandement pour les opérations interarmées
Das Commandement pour les opérations interarmées oder CPOIA (dt. Französisches Kommando für gemeinsame Operationen) ist ein Verbundkommando der französischen Streitkräfte, zuständig für die Planung und Durchführung gemeinsamer Operationen. Sie wurde 1993 nach dem Zweiten Golfkrieg gegründet.

## Struktur
Das Kommando hat etwa 150 Mitarbeiter, vor allem Soldaten aller drei Teilstreitkräfte, sowie Offiziere des service du commissariat des armées, auch Offiziere verbündeter Nationen und zivile Mitarbeiter. Geführt wird das CPOIA seit dem 1. Februar 2020 von General Nicolas Le Nen.
Die Planungs- und Einsatzabteilung ist entsprechend dem Continental Staff System in sieben Abteilungen unterteilt: J1 (Personal), J2 (Geheimdienst), J3 (Operationen), J4 (Logistik), J5 (Planung), J6 (Informations- und Führungssysteme), J8 (Haushalt und Finanzen).

## Bisherige Aufgaben
Die CPOIA führte die Operation Pamir (Afghanistan), Operation Artemis und Operation Benga (Demokratische Republik Kongo), EUFOR Tchad/RCA (Tschad), Opération Harmattan (Libyen), Operation Tamour (Jordanien), Operation Serval (Mali) und eine Operation in Haiti. 2016 wurde das EMIA-FE in das CPOIA eingegliedert.